# HK Dinamo Saint-Pétersbourg
Le HK Dinamo Saint-Pétersbourg (en russe Хоккейный клуб "Дина́мо" Санкт-Петербург) est un club de hockey sur glace. Basée dans la ville de Saint-Pétersbourg en Russie, l'équipe évolue en MHL.

## Histoire
L'équipe est fondée lors de la création du championnat d'URSS de hockey en 1946 sous le nom de Dinamo Leningrad. Ce premier championnat regroupe alors 9 équipes dont des équipes de l'Armée rouge : le CDKA – le club club sportif central de l'armée – le VVS MVO Moscou – club de l'armée de l'air – et également deux équipes d'officiers de l'armée – les Dom ofitserov. Des équipes des milices soviétiques sont également engagées, ce sont les équipes nommées Dynamo.
Jusqu'à sa dissolution en 1971, le meilleur classement dans le championnat soviétique est une 5e place obtenue lors de la saison 1947-1948.
En 2013, le club renait et est incorporé à la conférence Ouest de la MHL. Le nom de ville de Leningrad étant entretemps redevenu Saint-Pétersbourg, le nom actuel est donc le Dinamo Saint-Pétersbourg.

## Palmarès
- Vainqueur de la Coupe Petrov : 2018.